# Dorfkirche Preddöhl

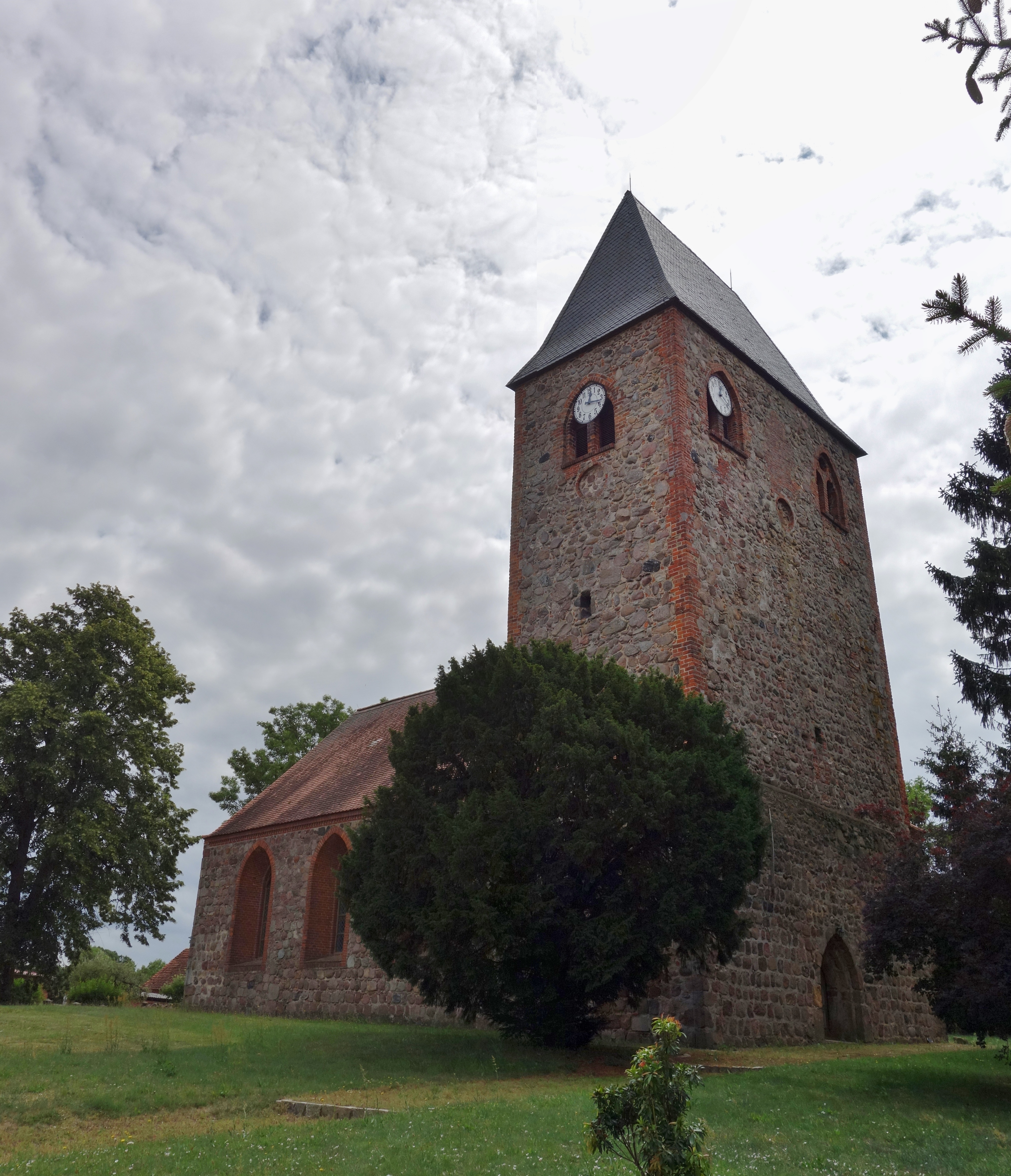
Nordwestansicht

Die Dorfkirche Preddöhl ist ein Kirchengebäude im Ortsteil Preddöhl der Gemeinde Kümmernitztal im Landkreis Prignitz in Brandenburg. Sie wird unter der Nummer 09160674 im Denkmalverzeichnis des Landes geführt. Die Kirchengemeinde gehört zum Pfarrsprengel Pritzwalk im Kirchenkreis Prignitz der Evangelischen Kirche Berlin-Brandenburg-schlesische Oberlausitz.

## Architektur

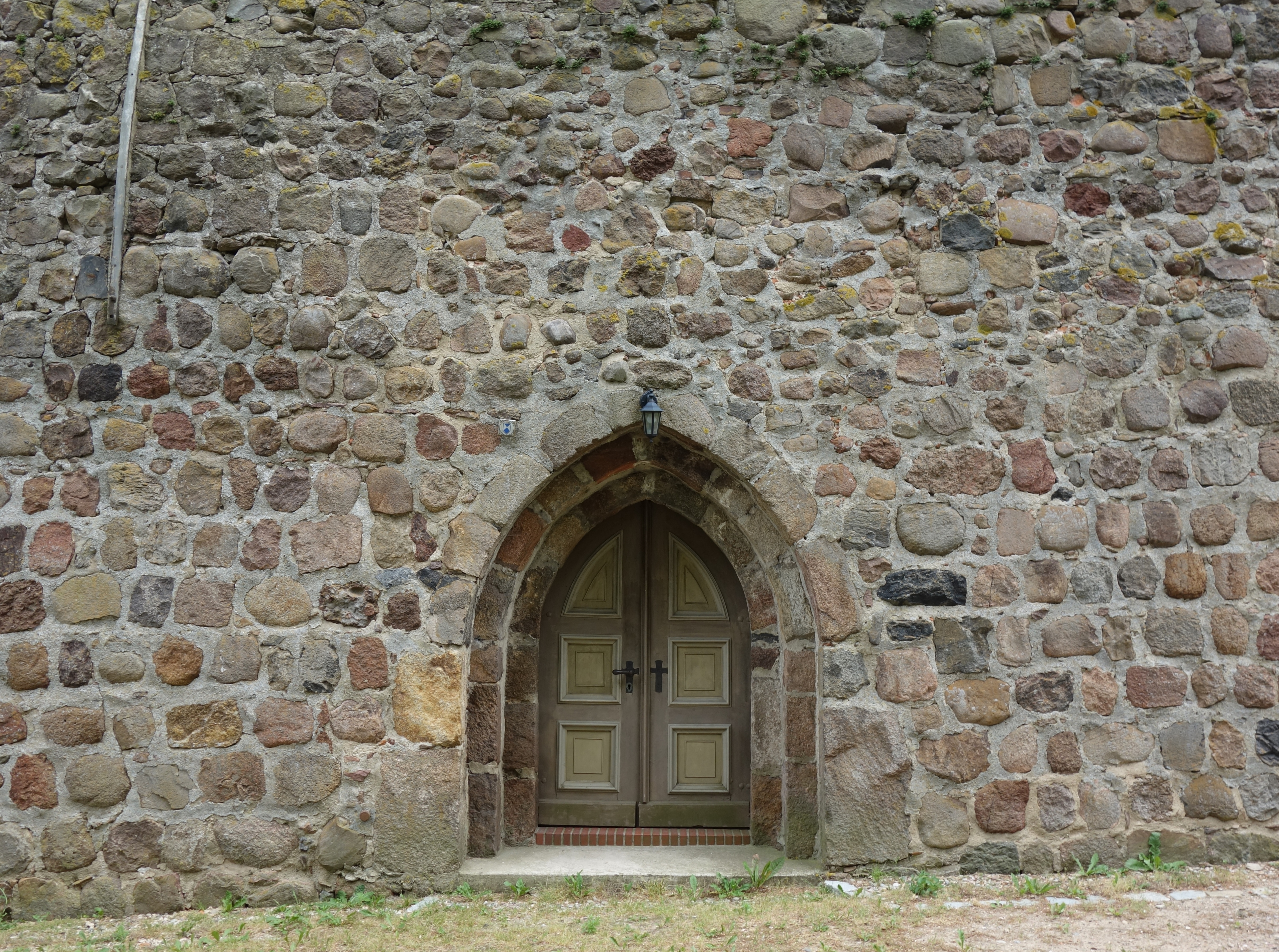
Westportal

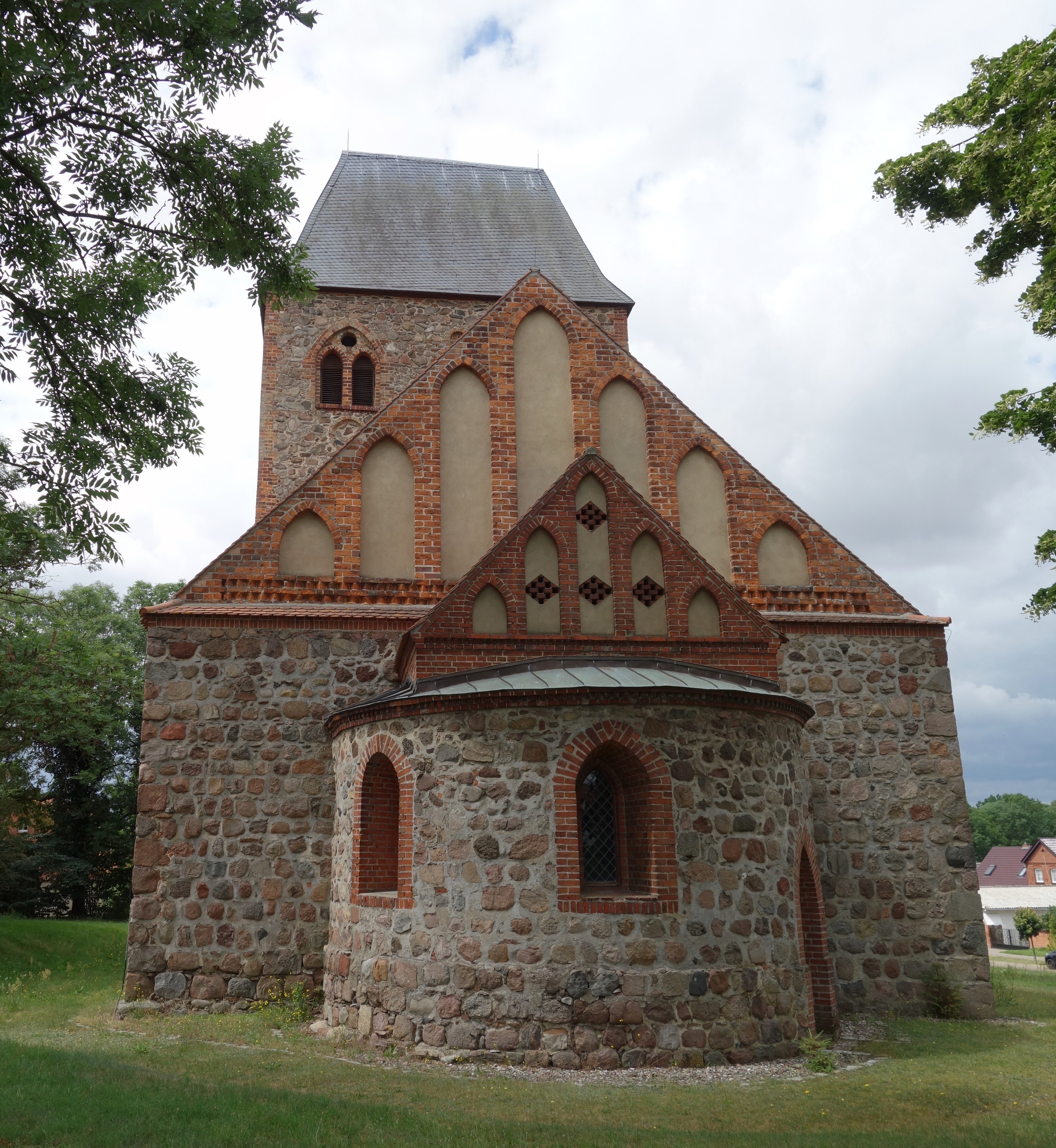
Ostgiebel mit doppeltem Deutschen Band und Apsis

Der frühgotische Saalbau aus Feldsteinquadern mit eingezogener Apsis und einem Westquerturm stammt aus der Mitte des 13. Jahrhunderts. Er weist ein dreifach gestuftes, stumpf spitzbogiges Westportal auf. Der Ostgiebel wurde im 15. Jahrhundert aus Backstein errichtet und mit einem doppelten Deutschen Band versehen.
1840 wurde das Hauptgesims erneuert. Über der Apsis wurde ein Giebel errichtet. Auch eine Vergrößerung der Fenster fand statt.

## Innengestaltung
Der reizvolle Innenraum wurde 1840 einheitlich neugestaltet und in den Jahren 1993–1995 denkmalpflegerisch restauriert. Er ist mit Flachdecke, Emporen und Gestühl in differenzierter Farbfassung versehen. Der Kanzelaltar wurde 1840 unter Einbeziehung eines Altarschreins aus dem dritten Viertel des 15. Jahrhunderts mit Madonna und zwei flankierenden Heiligenfiguren gestaltet. An den Polygonseiten der neugotischen Kanzel sind fünf kleine Schnitzfiguren aus der Zeit um 1480 angebracht, die vermutlich aus den ehemaligen Altarflügeln stammen. Die Orgel ist ein Werk von Albert Hollenbach aus dem Jahr 1887 mit acht Registern auf einem Manual und Pedal, das im Jahr 1949 durch Alexander Schuke restauriert wurde.